# ایمنی‌شناسی محاسباتی
ایمنی‌شناسی محاسباتی (به انگلیسی: Computational Immunology) یک حوزه علمی دربرگیرندهٔ روش‌های با توان بالا (به انگلیسی: high throughput) و مرتبط با ژنومیک و بیوانفورماتیک است که به‌طور ویژه به تحلیل داده‌های مرتبط با ایمنی‌شناسی اختصاص دارد. هدف این حوزه علمی، تبدیل داده‌های ایمنی‌شناسی به مسائل رایانشی، حل این مسائل از طریق روش‌های ریاضی و رایانشی و در نهایت تبدیل مجدد این نتایج به تفسیرهای معنی‌دار از نظر زیست‌شناسی است.

## مقدمه
سیستم ایمنی یک از سیستم‌های پیچیده بدن انسان است و درک آن یکی از چالش‌برانگیزترین مسائل در حوزه زیست‌شناسی است. مطالعات ایمنی‌شناسی برای فهم شیوه‌های بنیادین دفاعی بدن انسان و همچنین برای تولید داروها برای بیماری‌های ایمونولوژیکی و حفظ سلامت، مهم هستند. یافته‌های اخیر در حوزه ژنومیک و فناوری‌های پروتئومیک ایمنی‌شناسی را دگرگون کرده‌است. توالی‌یابی ژنوم انسان و سایر جانداران اطلاعات با حجم بسیار بالایی را تولید کرده‌است که این اطلاعات مرتبط با ایمنی‌شناسی نیز می‌شوند. پیشرفت‌های اخیر در حوزه بیوانفورماتیک یا زیست‌شناسی محاسباتی موجب فهمیدن اطلاعات بیشتر در این حجم بالای داده شده‌است که این روند در به وجود آمدن حوزه ایمنی‌شناسی محاسباتی یا ایمونوانفورماتیک نقش کلیدی ایفا کرده‌است.

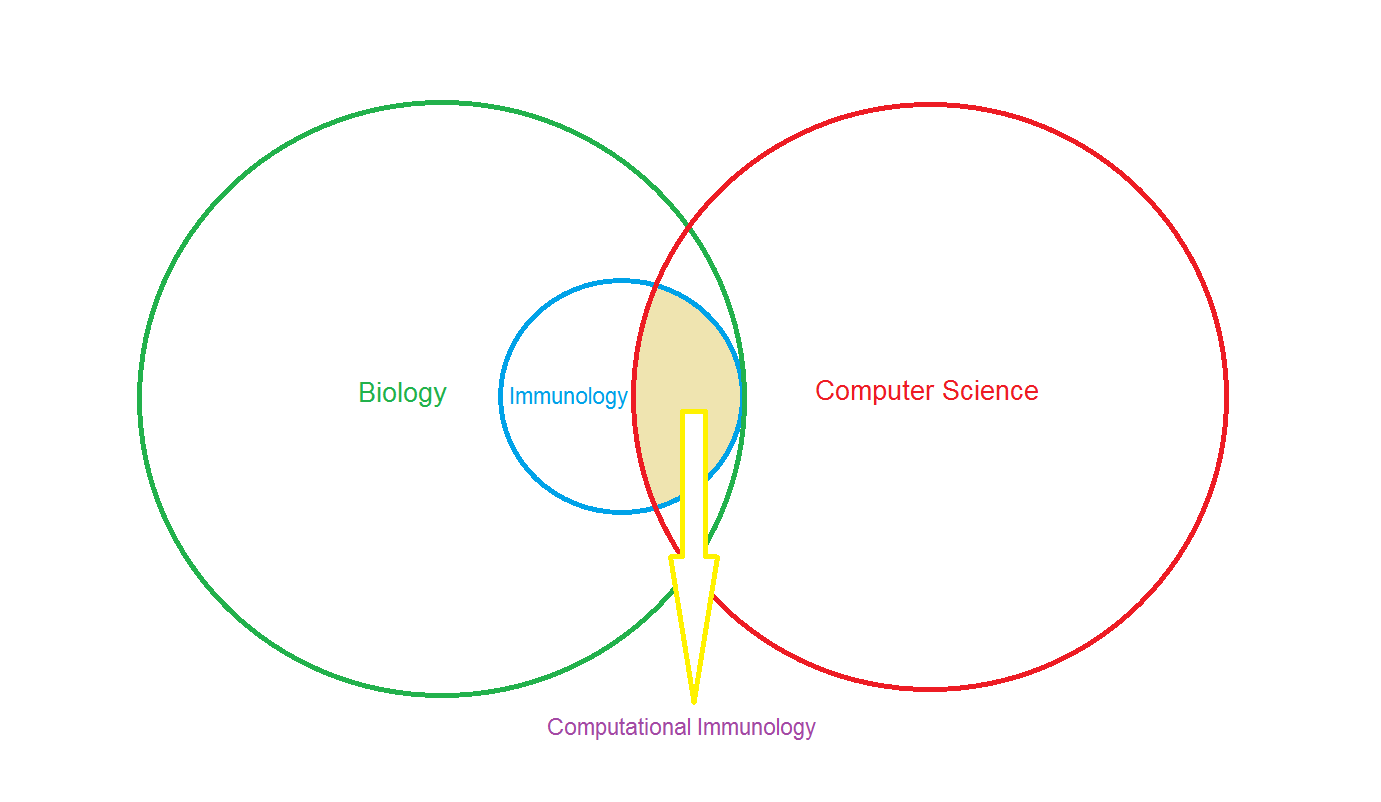
ایمونوانفورماتیک شاخه‌ای میان‌رشته‌ای است که ایمنی‌شناسی به عنوان یکی از شاخه‌های زیست‌شناسی و علوم کامپیوتر را با یکدیگر تلفیق می‌کند.

زیست‌شناسی محاسباتی شاخه‌ای از بیوانفورماتیک است که بر پایه مفاهیم و ابزارهای مشابه مانند هم‌ترازسازی توالی و ابزارهای پیش‌بینی ساختار پروتئین بنا شده‌است. ایمونومیک رشته‌ای است مانند ژنومیک و پروتئومیک که به‌طور خاص‌تر علم ترکیب کردنِ ایمنی‌شناسی با علوم کامپیوتر، ریاضی، شیمی و بیوشیمی برای مطالعات در سطح حجیمی از اطلاعات، است. هدف آن مطالعه شبکه‌های پیچیده تعامل پروتئین-پروتئین و کسب درک عمیق‌تر از پاسخ ایمنی بدن و نقش آن در زمان سلامت، بیماری یا نقاهت است. ایمنی‌شناسی رایانشی قسمتی از ایمونومیک است که به‌طور ویژه بر تحلیل مطالعات حاوی داده‌های حجیم تمرکز کرده‌است.

## تاریخچه
ایمونوانفورماتیک بیش از ۹۰ سال پیش با مدل‌سازی نظری اپیدمیولوژی مالاریا آغاز شد. در آن زمان تأکید بر استفاده ریاضی برای هدایت مطالعهٔ چگونگی انتقال بیماری، بود. از آن زمان تا کنون، این حوزه گسترش یافته تا جنبه‌های دیگری سیستم ایمنی و بیماری‌ها را نیز دربر گیرد.

## پایگاه‌داده‌های ایمونولوژیکی
پس از پیشرفت‌های اخیر در توالی‌یابی و فناوری‌های پروتئومیک، روند تولید داده‌های مولکولی و ایمنی‌شناسی چندین برابر شده‌اند. این داده به نحوی گسترده هستند که پایگاه‌داده‌های خاصی طبقه‌بندی می‌شوند که این طبقه‌بندی بر اساس استفاده تحقیقاتی آن‌ها می‌باشد. تاکنون ۳۱ پایگاه ایمونولوژیکی در Nucleic Acids Research (NAR) Database Collection ذکر شده‌اند که برخی از آن‌ها به همراه چند پایگاه‌داده مرتبط با ایمنی‌شناسی در جدول زیر آمده‌اند.
اطلاعات جدول از
NAR Database Collection
گرفته شده‌است.
| Database             | Description |
| -------------------- | --- |
| ALPSbase             | پایگاه‌داده مرتبط با بیماری‌های مربوط به تکثیر لنفوسایت‌ها |
| AntigenDB            | توالی، ساختار و اطلاعات دیگر دربارهٔ آنتی‌ژن‌های پاتوژن. |
| AntiJen              | اطلاعات کمی در مورد انقیاد پپتیدها و پروتئین‌های دارای اهمیت ایمنولوژیکی. |
| BCIpep               | این پایگاه اطلاعات همه اپیتپ‌های سلول-بی را که به صورت تحقیقاتی به دست آمده‌اند ذخیره می‌کند. در این پایگاه‌داده که اطلاعات آن توسط محققان قبلاً تأیید می‌شود، اطلاعات مفصلی اپیتپ‌های جمع‌آوری شده و منتشرشده سلول‌های-بی در پایگاه‌های دیگر یا مقالات، گردآوری شده‌است. اطلاعات گسترده‌ای از جانداران پاتوژنی مانند ویروسها، باکتریها و قارچ‌ها جمع‌آوری شده‌است. در هر مدخل این پایگاه‌داده، اطلاعات کاملی از یک اپیتپ سلول-بی شامل دنباله آمینواسید منبع پروتئین آنتی‌ژنی و آزمایش‌های تولید یا نابود کردن آنتی‌بادی آن آمده‌است. |
| dbMHC                | dbMHC دسترسی به دنباله‌های HLA، ابزارهای تقویت آزمایش‌های ژنتیکی نواحی HLA، آلل HLA و فرکانس هاپلوتایپ را در بیش از ۹۰ جمعیت در سراسر دنیا به همراه اطلاعات کلینیکی پیوند سلول‌های بنیادی، دیابت شیرین و بیماری RA را در اختیار ما قرار می‌دهد. |
| DIGIT                | پایگاه‌داده ایمونوگلبین‌ها و ابزارهای ترکیبی. |
| HPTAA                | HPTAA یک پایگاه‌داده از آنتی‌ژن‌های مستعد ارتباط با سرطان است که از اطلاعات بیان چندین پلتفرم از جمله ریزآرایه‌های عمومی قابل دسترس، اطلاعات GEO SAGE و اطلاعات بیان Unigene استفاده می‌کند. |
| IEDB-3D              | اطلاعات ساختاری موجود در پایگاه‌داده Immune Epitope. |
| IL2Rgbase            | جهش‌های ضعف‌های ایمنی شدید مرتبط با x(به انگلیسی: x-linked). |
| MHCPEP               | این پایگاه داده شامل لیستی از پپتیدهای انقیادشده به MHCها است. |
| MUGEN Mouse Database | مدل‌های موشی از فرایندهای ایمنی و بیماری‌های سیستم ایمنی. |
| Protegen             | پایگاه‌داده و سیستم تحلیل‌کننده برای آنتی‌ژن‌های حفاظت‌شونده. |
| ImmGen               | پایگاه‌داده کنسرسیوم ایمنی‌شناسی ژنوم که شامل پروفایل بیان برای بیش از ۲۵۰ نوع سلول موش و چندین جستجوگر اطلاعات دیگر برای مطالعه داده‌ها می‌شود. |

## کاربردها
ایمونولوژی محاسباتی کاربردهای زیادی در تحقیقاتی پایه و محیط‌های بالینی دارد. این علم نقش کلیدی در طراحی واکسن‌ها، مدل‌سازی سیستم ایمنی و درک بیماری‌های خودایمنی و آلرژی‌ها ایفا می‌کند.
یکی از کاربردهای مهم، توسعه ایمونوانفورماتیک است که از تکنیک‌های محاسباتی برای پردازش و تحلیل داده‌های مربوط به اجزای سیستم ایمنی، مانند آنتی‌بادی‌ها، گیرنده‌های سلول T و مولکول‌های MHC استفاده می‌کند.
روش‌های محاسباتی همچنین برای درک تعاملات بین پاتوژن‌ها (مانند ویروس‌ها و باکتری‌ها) و سیستم ایمنی استفاده می‌شود که در طراحی درمان‌ها و تشخیص‌ها کمک می‌کند.

## جهت‌گیری‌های آینده
آینده ایمونولوژی محاسباتی وعده‌های بزرگی دارد و این پتانسیل را دارد که درک و درمان بیماری‌های مرتبط با سیستم ایمنی را متحول کند. یکی از مسیرهای هیجان‌انگیز، ادغام هوش مصنوعی (AI) و یادگیری ماشین (ML) با ایمونولوژی است تا پاسخ‌های ایمنی را با دقت بیشتری پیش‌بینی کرده و اهداف درمانی جدیدی شناسایی کنند.
استفاده از داده‌های چندامیک که ترکیبی از ژنومیک، پروتئومیک، ترانسکریپتومیک و متابولومیک است، نیز یک زمینه نوظهور است که می‌تواند نمایی جامع‌تر از رفتار سیستم ایمنی و واکنش آن به محرک‌های مختلف ارائه دهد.
یک زمینه نویدبخش دیگر، استفاده از ایمونولوژی محاسباتی در پزشکی دقیق است که هدف آن تطبیق درمان‌ها بر اساس نمایه ایمنی منحصر به فرد هر فرد است، که موجب افزایش اثربخشی درمان‌ها و کاهش عوارض جانبی می‌شود.

## نتیجه‌گیری
ایمونولوژی محاسباتی یک حوزه در حال تحول سریع است که تکنیک‌های محاسباتی را با تحقیقاتی ایمونولوژیکی ترکیب می‌کند تا درک ما از سیستم ایمنی را بهبود بخشد. این علم ابزارهای قدرتمندی برای پیش‌بینی پاسخ‌های ایمنی، طراحی واکسن‌ها و پیشبرد درمان‌های شخصی‌سازی‌شده ارائه می‌دهد.
با وجود چالش‌هایش، ایمونولوژی محاسباتی پتانسیل تاثیرگذاری قابل توجهی در پزشکی و مراقبت‌های بهداشتی دارد، چرا که می‌تواند درک ما از دینامیک سیستم ایمنی را بهبود بخشد و توسعه استراتژی‌های درمانی جدید را ممکن سازد.
با ادامه تکامل فناوری، احتمالاً ادغام داده‌های کلان، هوش مصنوعی و یادگیری ماشین منجر به کشفیات جدیدی در ایمونولوژی خواهد شد و در نهایت به بهبود سلامت عمومی و شیوه‌های بالینی در سراسر جهان کمک خواهد کرد.